# 蕭観音奴
蕭観音奴（しょう かんのんど、生没年不詳）は、遼（契丹）の軍人。字は耶寧。

## 経歴
奚王蕭搭紇の孫にあたる。統和12年（994年）、右祗候郎君班詳穏となり、奚六部大王に転じた。
統和22年（1004年）、聖宗が親征して北宋を攻撃すると、蕭撻凜とともに先鋒をつとめ、祁州を降し、徳清軍を落とした。統和23年（1005年）、同知南院事となった。

## 伝記資料
- 『遼史』巻85 列伝第15

| スタブアイコン | サブスタブ | この項目は、まだ閲覧者の調べものの参照としては役立たない、人物に関連した書きかけの項目です。この項目を加筆・訂正などしてくださる協力者を求めています（P:人物伝/PJ:人物伝）。 |